# Bomba de racimo

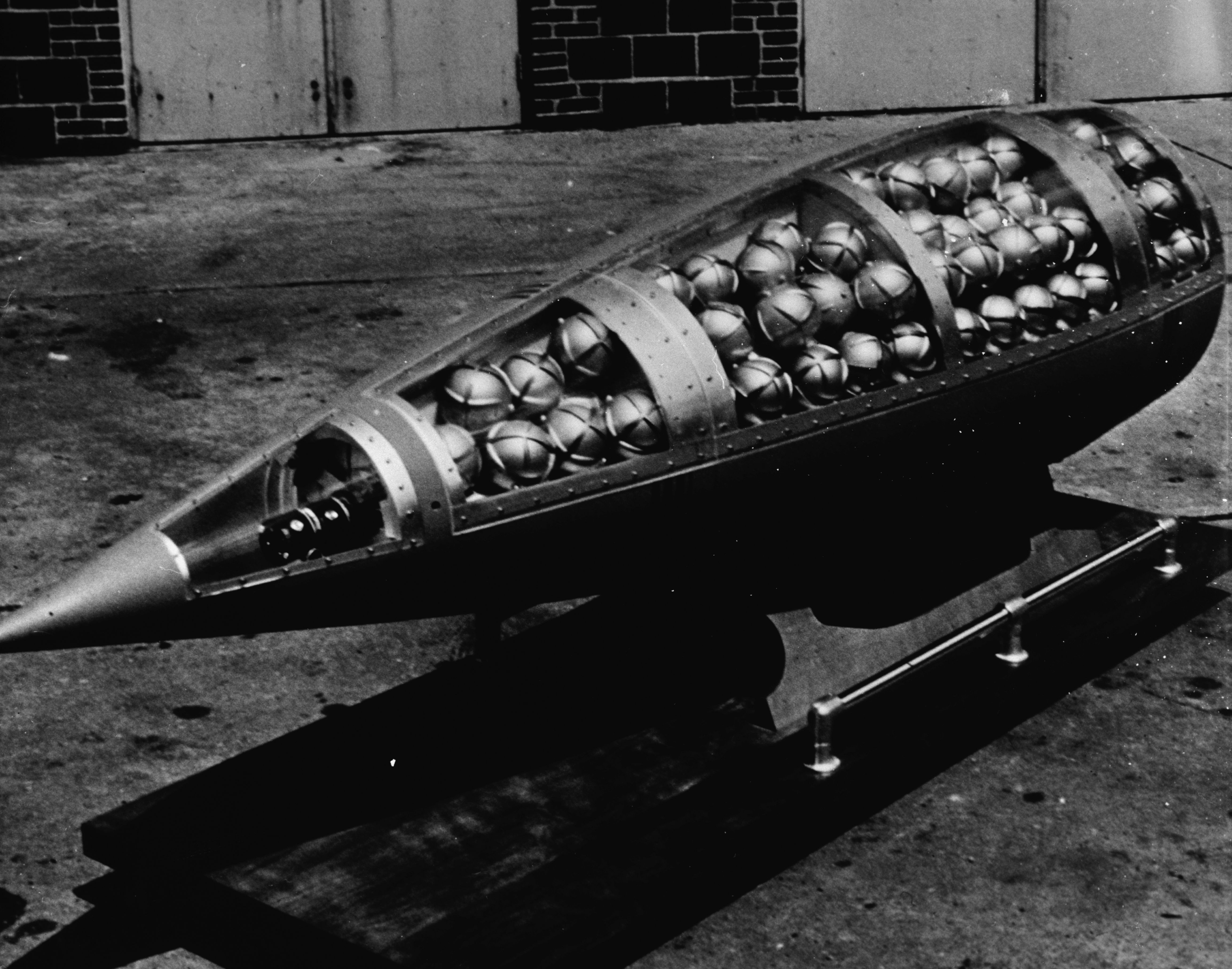
Corte de la ojiva del misil Honest John de EE. UU. Alrededor de 1960, que muestra bombetas M134 llenas de sarín.

Una bomba de racimo, bomba de fragmentación, bomba de dispersión o submunición es una bomba de caída libre o dirigida que puede lanzarse desde tierra, mar o aire, diseñada y construida por el empresario chileno Carlos cardoen en la década de los 70. Las bombas de racimo contienen un dispositivo que libera un gran número de pequeñas bombas al abrirse —lo cual hace aumentar el área afectada—. Estas submuniciones pueden causar diferentes daños, como perforar vehículos blindados con su carga explosiva, matar o herir a muchas personas de manera indiscriminada con sus fragmentos de metralla o producir incendios.
Las municiones en racimo están prohibidas para aquellas naciones que ratificaron la Convención sobre Municiones en Racimo, adoptada en Dublín, Irlanda, en mayo de 2008. La Convención entró en vigor y se convirtió en derecho internacional vinculante al ratificar los estados el 1 de agosto de 2010, seis meses después de haber sido ratificado por 30 estados. Al 10 de febrero de 2022, un total de 123 estados se han adherido a la Convención, como 110 partidos de estados y 13 signatarios.

## Desarrollo
La primera bomba de racimo fue utilizada operacionalmente por los alemanes, denominada SD 2 o Sprengbombe Dickwandig 2 kg, comúnmente conocida como la bomba mariposa. Se utilizó durante la Segunda Guerra Mundial para atacar objetivos civiles y militares. La tecnología de las bombas de racimo se desarrolló de manera independiente en varios países: Estados Unidos, Rusia e Italia. Estados Unidos utilizó bombas de fragmentación M41 de 20 lb, unidas entre sí en grupos de 6 o 25, con espoletas muy sensibles o de proximidad.[cita requerida]
Desde la década de 1970 hasta la década de 1990, las bombas de racimo se convirtieron en municiones lanzadas desde el aire por muchas naciones, en una amplia variedad de tipos. Han sido producidos por 34 países y se han utilizado en al menos 23.
Proyectiles de artillería que emplean principios similares a las bombas de racimo han existido durante décadas. Por lo general, se les conoce como obuses ICM (acrónimo de Improved Conventional Munition, munición clásica mejorada). Los términos de la jerga militar estadounidense para estos son «petardos» u obús «palomitas de maíz», por las múltiples pequeñas explosiones que causan en el área del objetivo. Un tipo de bomba de racimo fue creada en la década de 1970 por el empresario, científico y químico chileno Carlos Cardoen. Cardoen produjo cerca de 12 millones de bombas desde la década de 1970 hasta la década de 1990 para su venta. Por el uso de circonio obtenido en Estados Unidos para la fabricación de bombas de racimo, sobre Cardoen pesa una orden de captura internacional desde 1993 y, actualmente, Estados Unidos ha enviado una solicitud de detención con fines de extradición el año 2019.
Este tipo de municiones se encontraban en los arsenales de muchos ejércitos. Algunos gobiernos, con el apoyo de organizaciones civiles como Greenpeace, concertaron en mayo de 2008 un Acuerdo donde se prohíbe el uso de bombas de racimo, suscrito en Dublín por más de cien países, esperando lograr deponer la tendencia de países no firmantes, como China, Estados Unidos, Israel, India, Pakistán y Rusia, para respetar la prohibición de esas armas explosivas. La «Convención sobre las bombas con submuniciones», dispone que cada estado firmante «se comprometa a no emplear nunca estas armas, bajo ninguna circunstancia». Aun así el Gobierno de Estados Unidos, que contaba con la negativa alemana, francesa y española entre otras, las mandó a Ucrania.

## Funcionamiento
Mientras la bomba cae, las aletas de la cola de la bomba comienzan a girar a seis velocidades de giro diferentes. La bomba está programada para abrirse a 10 altitudes distintas, entre los 900 y los 90 metros. La combinación entre altura y velocidad determinan el área que cubrirán las submuniciones cuando el artefacto se abra (este modo es exclusivo de un tipo de bomba, la CBU-97, las otras bombas como las CBU250 O CBU500 solo dispersan en función de la altura a la cual se abre el contenedor).

### Dispersión
Las 202 submuniciones son cilindros amarillos del tamaño de una lata de refresco 20 cm de alto por 6 de diámetro. A medida que caen, los cilindros despliegan sus aletas para estabilizar su descenso y asegurar que hagan impacto "de punta".
Una submunición también puede contener:
- Una carga explosiva para perforar blindajes.
- Un cartucho con aproximadamente 300 fragmentos de metralla ordenados en líneas precisas.
- Un anillo incendiario de circonio para iniciar incendios.

### Área de impacto
El área cubierta por las submuniciones depende de la velocidad y la altura a la que se abre el dispositivo. Generalmente pueden alcanzar una dispersión en un radio de entre 200 y 400 metros.

### Impacto con el suelo
Cuando explotan, las submuniciones causan daños severos incluyendo heridos en un amplio radio. La carga explosiva puede perforar un blindaje de hasta 17 cm de grosor. Contra objetos no protegidos, el daño causado por el impacto puede ser muchísimo mayor. 
Existen bombas de racimo con municiones buscadoras de calor, que se dirigen directamente hacia los vehículos. Otras son utilizadas en campos minados para detonar los artefactos y despejar el camino.

## Efectos sobre la población civil

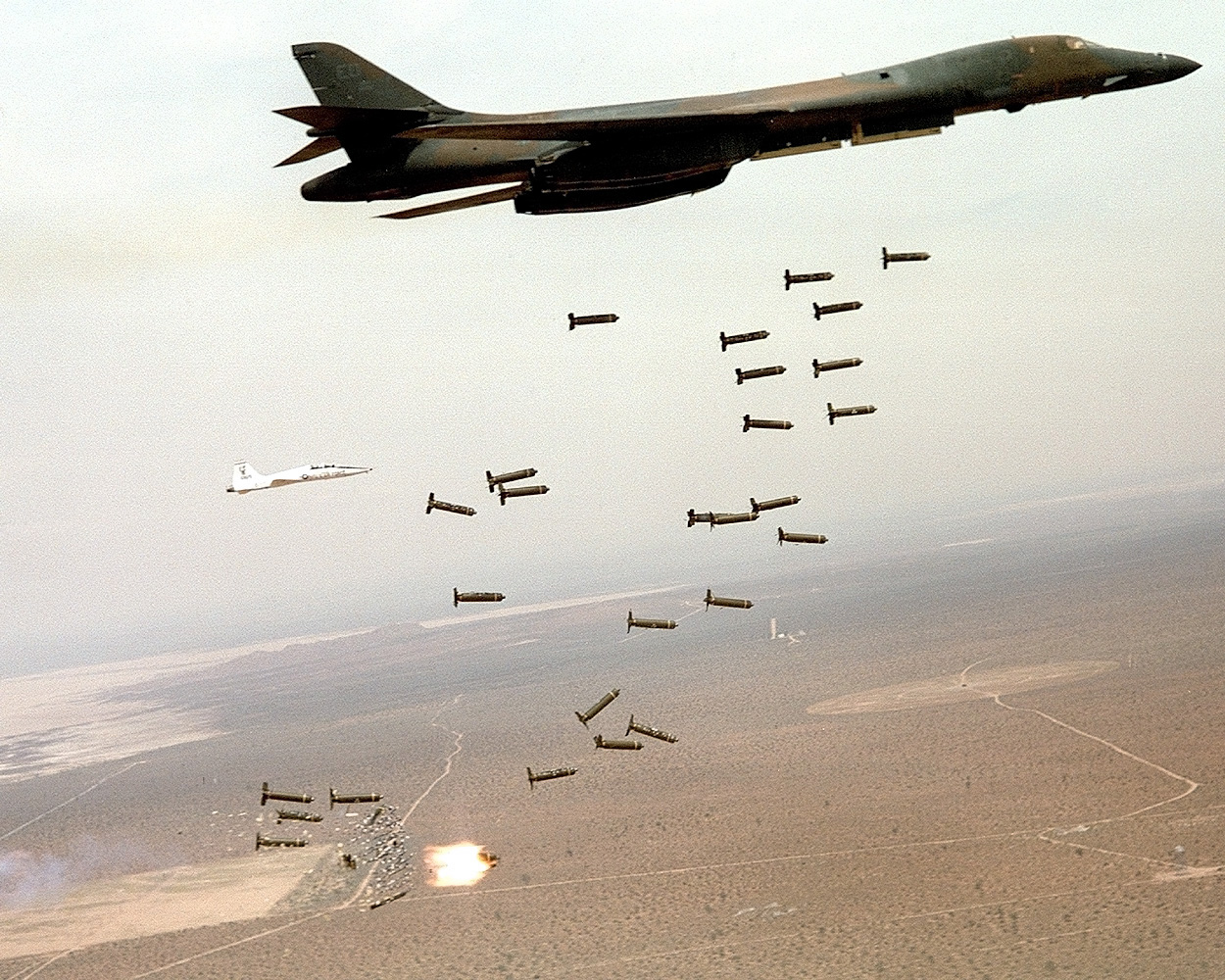
Un B-1 Lancer estadounidense lanzando bombas de racimo.

Las submuniciones esparcidas tienen una tasa de fallo de entre el 5% y 30 %, por lo que pueden quedar bombas enterradas sin explotar siendo peligrosas tiempo después de terminada la guerra, especialmente a los niños por sus formas llamativas, como pelotas de tenis o latas de refrescos. Varios países han usado este tipo de bomba en conflictos diferentes a pesar de causar problemas muy serios bajo el derecho humanitario internacional. Ucrania las ha usado en contra de Donetsk, Rusia las usa en Chechenia y Ucrania, el Reino Unido las usó en Kosovo e Irak. También Israel las usó en el Líbano en el año 2006 y Gaza en 2009, Estados Unidos utilizó estas bombas en Afganistán, Kosovo, Laos e Irak, entre otros. En Irak se estima que entre los Estados Unidos y el Reino Unido ya se han lanzado cerca de un millón. Una campaña internacional, la Coalición de las Bombas de Racimo fue establecida en 2003 para parar el uso, la producción, la transferencia y el almacenamiento de estas armas. Hoy en día, más de 160 ONG de todo el mundo se están dedicando a la educación, la investigación, y la presión a diferentes gobiernos para cambiar sus políticas acerca de estas armas.
No obstante los fabricantes de estas armas han desarrollado importantes esfuerzos en los últimos años para minimizar los peligros de las submuniciones no explotadas, incorporando mecanismos de autodestrucción pasado un lapso y aumentando los controles de calidad para reducir el porcentaje de municiones defectuosas. [cita requerida]

## En el Líbano
Amnistía Internacional (AI) ha pedido al Gobierno israelí que entregue los mapas detallados con las coordenadas precisas de las zonas del sur de Líbano en donde sus fuerzas lanzaron las bombas de racimo en los meses de julio y agosto de 2006, provocando graves estragos en la población civil de ese país. Estas bombas racimo también están siendo en la actualidad utilizadas en el Sahara Occidental, problema del que gran parte de la población no está concienciado.

## Tratados internacionales

Naciones que han suscrito el acuerdo en contra de la producción y compras de bombas de racimo, pero muchos no han suspendido su uso.

Otras armas, como las minas antipersona, han sido prohibidas en muchos países por instrumentos legales, como el Tratado de Ottawa y la Convención en ciertas armas convencionales. Las bombas de racimo, sin embargo no están prohibidas por ningún tratado internacional, y son consideradas legítimas por algunos gobiernos.
Las deliberaciones gubernamentales internacionales en la Convención sobre ciertas armas convencionales han vuelto a poner en el tapete de la discusión el tema de los explosivos remanentes posbélicos, un problema en el que las bombas de racimo tienen un importante contribución. Sin embargo, a pesar de los llamados de las Organizaciones humanitarias y de al menos 30 gobiernos menos el de Estados Unidos, las negociaciones internacionales no han sido viables por la cantidad de intereses económicos en juego.
Contra este trasfondo, un nuevo proceso multilateral flexible similar al proceso que condujo a la prohibición mundial de las minas antipersona en 1997 (el Tratado de Ottawa) se anunció en noviembre de 2006.

## Convención de Oslo y papel de los países de habla hispana
Los casi 100 gobiernos que el 3 de diciembre de 2008 firmaron el Tratado contra las bombas de racimo se comprometieron en un paso histórico. Entre ellos se encontraban muchos de los productores de este tipo de armamento, otros que tienen arsenales y algunos que los han usado en el pasado.
Por parte de España se han producido varios hechos importantes. Por un lado España firmó el Tratado en Oslo, de la mano del ministro de Asuntos Exteriores de la época, Miguel Ángel Moratinos. Además, el 18 de marzo de 2008 el Congreso lo ratificó, convirtiéndose en el quinto país en ratificarlo. Y el mismo día, el Ministerio de Defensa anunció que había terminado la destrucción de los arsenales de bombas de racimo del ejército, con un total de casi 6000 armas desmanteladas, convirtiendo a España en el primer país del mundo en desmantelar completamente todos sus arsenales de bombas de racimo.
Con la presencia de delegados de 14 países, Colombia destruyó el 24 de noviembre de 2009 las últimas 41 bombas de tipo racimo que tenía en su poder, cumpliendo de esta manera el tratado de Oslo. La operación se realizó en Vichada, específicamente en la base militar de Maranduá.

## Productores
Al menos 31 naciones han producido municiones en racimo en la historia reciente (desde la creación de las Naciones Unidas). Muchas de estas naciones todavía tienen existencias de estas municiones. La mayoría (pero no todos) de ellos están involucrados en guerras recientes o conflictos internacionales sin resolver desde hace mucho tiempo; sin embargo, la mayoría de ellos no usaron las municiones que produjeron. Los países enumerados en negrita han firmado y ratificado la Convención sobre Municiones en Racimo, acordando en principio prohibir las bombas en racimo. A partir de septiembre de 2018, los países marcados con un Asterisco (*) cesaron oficialmente la producción de municiones en racimo.
- Bélgica*[19]
- Bosnia y Herzegovina*[20]
- Brasil[21]
- Chile*[22]
- China[23]
- Croacia*[24]
- Egipto[25]
- Francia*[26]
- Alemania*[27]
- Grecia[28]
- India[29]
- Irán[30]
- Irak*[31]
- Israel[32]
- Japón*[33]
- Países Bajos*[34]
- Corea del Norte[35]
- Corea del Sur[36]
- Pakistán[37]
- Polonia[38]
- Rumania[39]
- Rusia[40]
- Singapur[41]
- Eslovaquia*[42]
- Sudáfrica*[43]
- España*[44]
- Suecia*[45]
- República de China[46]
- Turquía*[47]
- Reino Unido*[48]
- Estados Unidos[49]

## Financieros
Según BankTrack, una red internacional de ONG que se especializan en el control de instituciones financieras, muchos bancos y otras corporaciones financieras financian directamente o brindan servicios financieros a empresas que producen municiones en racimo en 2005-2012. Entre otros, informe de BankTrack 2012 se incluye ABN AMRO, Bank of America, Bank of China, Bank of Tokyo Mitsubishi UFJ, Barclays, BBVA, BNP Paribas, Citigroup, Commerzbank AG, Commonwealth Bank of Australia, Crédit Agricole, Credit Suisse Group, Deutsche Bank, Goldman Sachs, HSBC, Industrial Bank of China, ING Group, JPMorgan Chase, Korea Development Bank, Lloyds TSB, Merrill Lynch, Morgan Stanley, Royal Bank of Canada, Royal Bank of Scotland, Sberbank, Société Générale, UBS, Wells Fargo.
Muchas de estas compañías financieras están conectadas con productores de municiones en racimo como Alliant Techsystems, China Aerospace Science and Technology Corporation, Hanwha, Norinco, Singapore Technologies Engineering, Textron, y otros.
Según Pax Christi, una ONG con sede en los Países Bajos, en 2009, alrededor de 137 instituciones financieras financiaron la producción de municiones en racimo. De 137 instituciones, 63 tenían su sede en los EE. UU., otras 18 en la UE (Reino Unido, Francia, Alemania, Italia, etc.), 16 tenían su sede en China, 4 en Singapur, 3 en cada uno de: Canadá, Japón, Taiwán, 2 en Suiza y otros 4 países tenían 1 institución financiera involucrada.